# Єгоров Микола Іванович (філолог)
Микола Іванович Єгоров (рос. Николай Иванович Егоров; н. 20 лютого 1949) — дослідник чувашської мови та історії, етимології, топономіки й антропономіки, доктор філологічних наук, професор, член-кореспондент Турецького лінгвістичного товариства, член президії міжнародної спілки тюркологів. Заслужений працівник науки Чуваської Республіки (1999). Удостоєний медалі ордену за заслуги перед Чуваською Республікою.

## Життєпис
Народився 20 лютого 1949 року в селі Старе Янситове Урмарського району Чуваської АРСР.
Після закінчення середньої школи вступив на факультет чуваської філології ЧДУ імені І. Н. Ульянова.
Працював у Будинку культури Урмарського району. У 1977–1992 роках науковий співробітник ЧДНІ. У 1993–2004 роках працював у ЧДУ імені І. Н. Ульянова, заснував кафедру культурології і тюркології, завідував.
З 2004 року — науковий співробітник Чуваського гуманітарного науково-дослідного інституту.

## Наукові роботи

### Книжки, статті
- Историческое развитие чувашской лексики// Современный чувашский литературный язык. Т.1, Шупашкар, 1990, с. 128—145.
- Опыт этимологизации чувашских терминов родства и свойства (ЧНТИ тĕпчев ĕçĕсен кăларăмĕсем. 1979, 1981—1985)
- Оногуры, савиры, булгары, угры и их взаимоотношение в первой половине I тысячилетия н. э. (ЧНТИ тĕпчев ĕçĕсен кăларăмĕсем. 1987—1988).
- Историческое развитие общетюркского а первого слога в булгаро-чувашском языке (ЧНТИ тĕпчев ĕçĕсен кăларăмĕсем. 1983, 1985, 1986)
- Чăваш календарĕ. «Ялав» журнал, 1989.
- Чувашские праздники и обряды. Шупашкар, 1992.